# Francisco Pérez Mateo

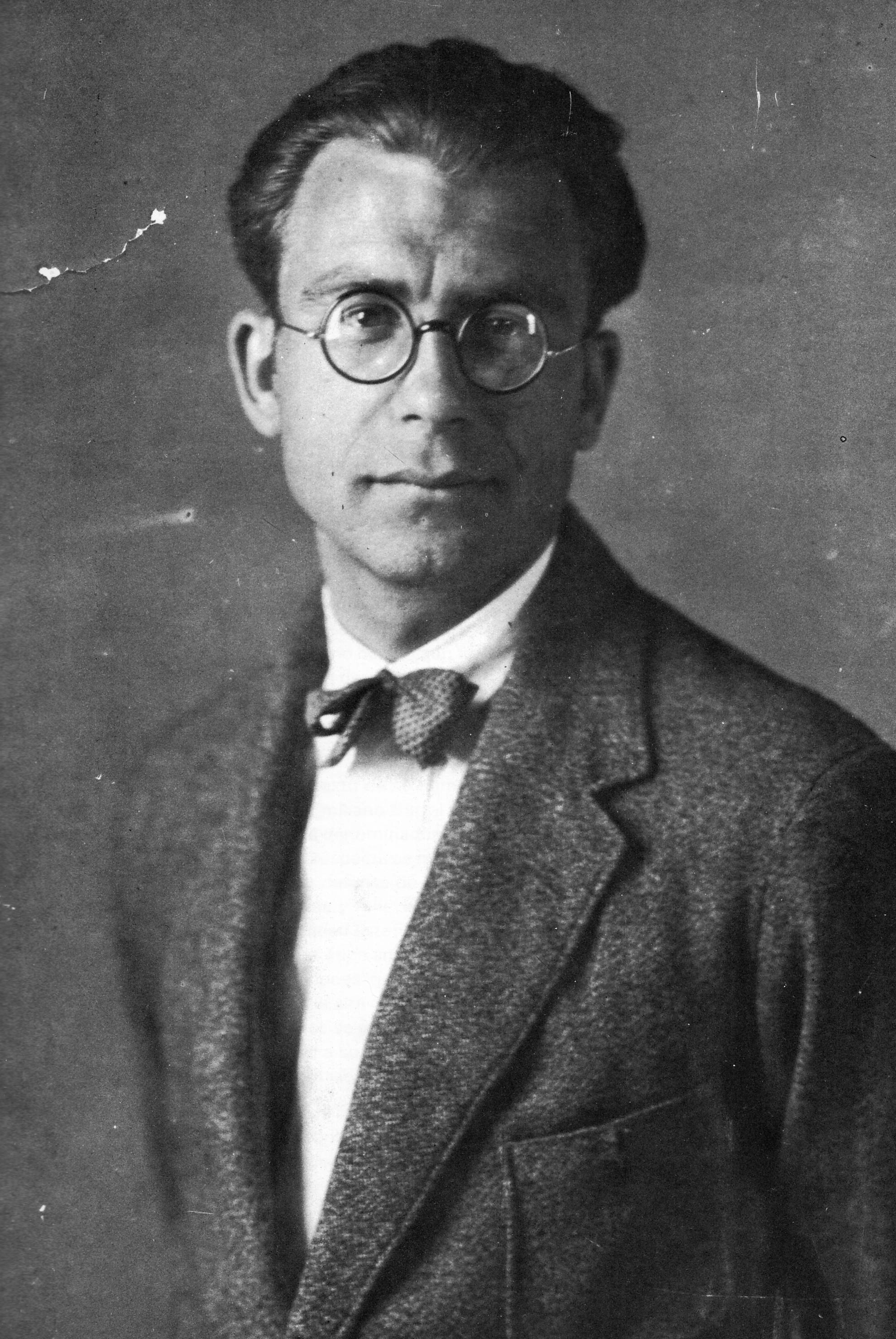
Francisco Pérez Mateo (1932)

Francisco Pérez Mateo (Barcelona, 17 de mayo de 1903-Madrid, 6 de noviembre de 1936) fue un escultor español, especializado en motivos deportivos. Aunque tuvo una vida profesional corta, fue uno de los primeros en dedicarse a los estilos del Nuevo Realismo y la Nueva Objetividad siendo coetáneao de la generación del 27 (en la denominada Generación del cinema y del deporte). Murió en el frente de la defensa de Madrid en el año 1936 luchando en el frente de Carabanchel. Tras su muerte se le dedicó un homenaje póstumo en la Exposición Internacional de París de 1937 en el Pabellón de la República Española. Su obra sufrió un olvido ya en el periodo de posguerra, existiendo poca información acerca del paradero de gran parte de la misma, de la que se sabe de su existencia por bases de datos fotográficas.

## Biografía

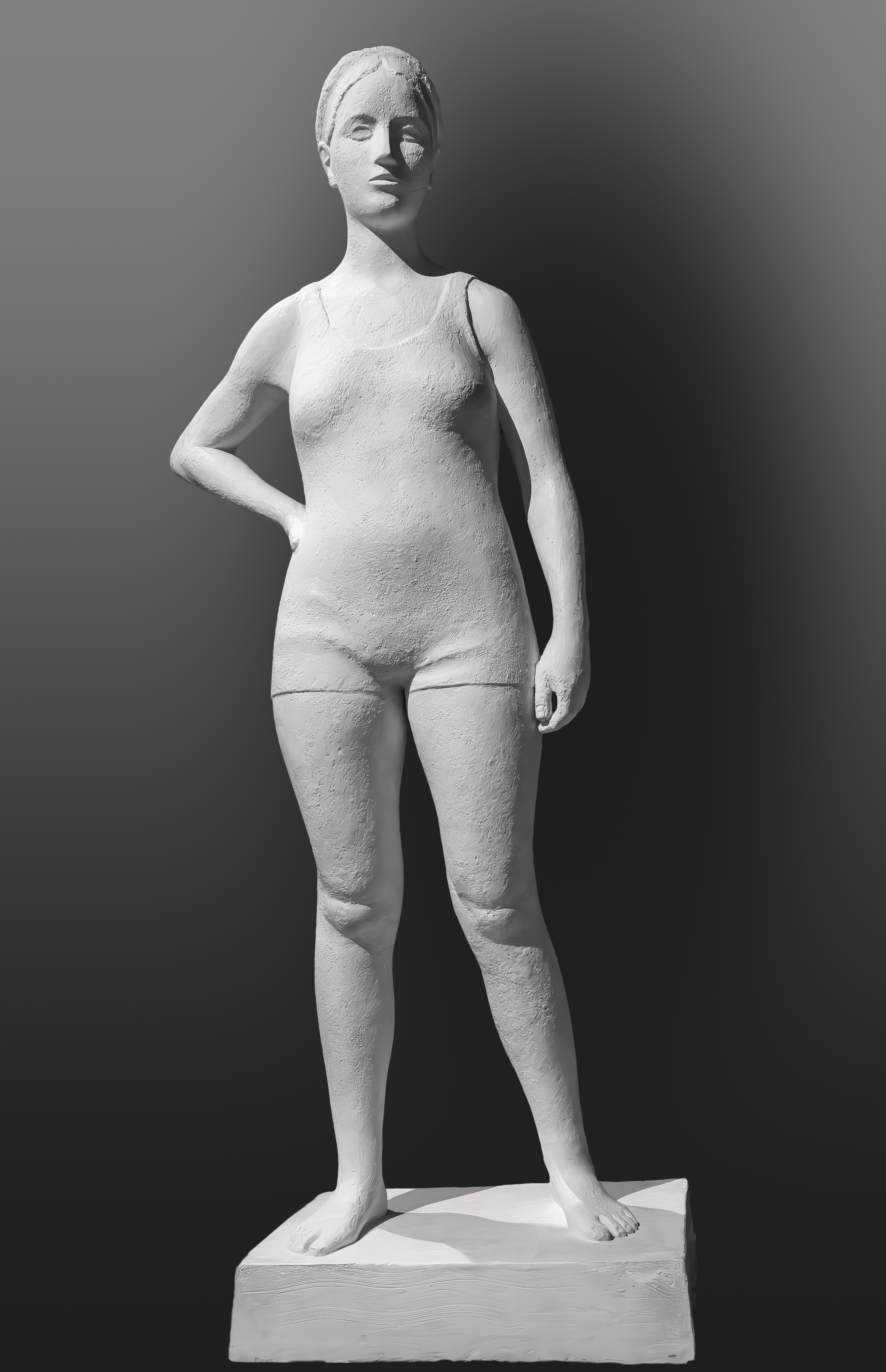
Bañista - Museo Nacional de Arte de Cataluña

Francisco nace en la ciudad condal, es hijo de un camarero que con el tiempo logra ser “maitre” del prestigioso Hotel Colón. Los primeros años de infancia los pasa en el municipio de la provincia de Castellón denominado Gaibiel al cuidado de su tía materna, el trabajo del padre y la enfermedad nerviosa de la madre no permitía su cuidado. Estudió en los Escolapios de Barcelona donde comienza a desarrollar su actividad artística tallando madera y practicando escultismo. Es en esta época en la que entra en contacto con las corrientes vanguardistas de los ambientes barceloneses de comienzos del siglo XX, debido en parte a la presencia internacional de artistas exiliados de la Gran Guerra. El escultor catalán Joan Rebull protagoniza la denominada talla directa como símbolo de modernidad, este estilo influye a Francisco en las primeras etapas de su carrera profesional. Conoce en estos periodos iniciales a Miguel Blay que es profesor y director de la Real Academia de Bellas Artes de San Fernando, estos encuentros deciden e influyen en su elección artista. En 1916 presencia una lucha de boxeo entre Jack Johnson y Arthur Cravan (el boxeador poeta) que resulta ser un tongo, esta visión le inspiró una obra titulada Boxeadores y árbitro.

### Periodo de formación madrileño

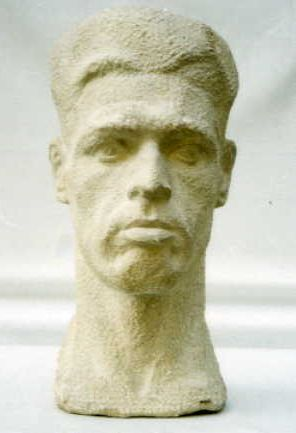
Busto de Josep Rigol (Museo de Tarrasa)

En 1919 se traslada junto a su padre a Madrid que había logrado un trabajo en el Gran Hotel de París ubicado en la Puerta del Sol (justo enfrente del edificio de la Real Academia de San Fernando en la calle de Alcalá). Su estancia en las habitaciones del personal de servicio del hotel, junto a su padre, le permitió estar en contacto con personajes y artistas importantes de la época. Se presenta al examen de acceso a la Academia de San Fernando y logra finalmente el acceso el 14 de octubre de 1919 dedicándose a sus estudios de Bellas Artes durante cinco años. Crea un taller de canteros para aprender la técnica de la talla directa y también utiliza en algunos casos el aluminio como material. En 1923 finaliza sus estudios presentando una estatua que describe un desnudo masculino. Logra obtener un premio en forma de bolsa de viaje a París.
En 1925 viaja a París y allí puede conocer los trabajos de los escultores modernos más innovadores. A su regreso a España decide definitivamente trabajar la talla de piedra y realiza su primera obra titulada: Niño Arquero clara influencia de algunas obras de Antoine Bourdelle. Tras algunos otros viajes a París regresa definitivamente a Madrid, frecuenta los cafés de artistas y debate las ideas incipientes de Franz Roh propugnando la Nueva Objetividad. La influencia de estos movimientos hace que en 1928 se presente una exposición de escultura junto a sus amigos artistas: Antonio Alix y Alix y Pedro Muñoz Condado. Algunas de las obras expuestas son: retrato de Antonio Alix (en esta exposición se hizo una escultura de él y de Antonio Alix), Retrato de Berta Singerman, la Mujer dormida o un Jesucristo Crucificado (el modelo de Jesucristo se toma de un muerto rescatado de la morgue del Hospital de San Carlos algo muy criticado en la época).

### El escultor deportivo

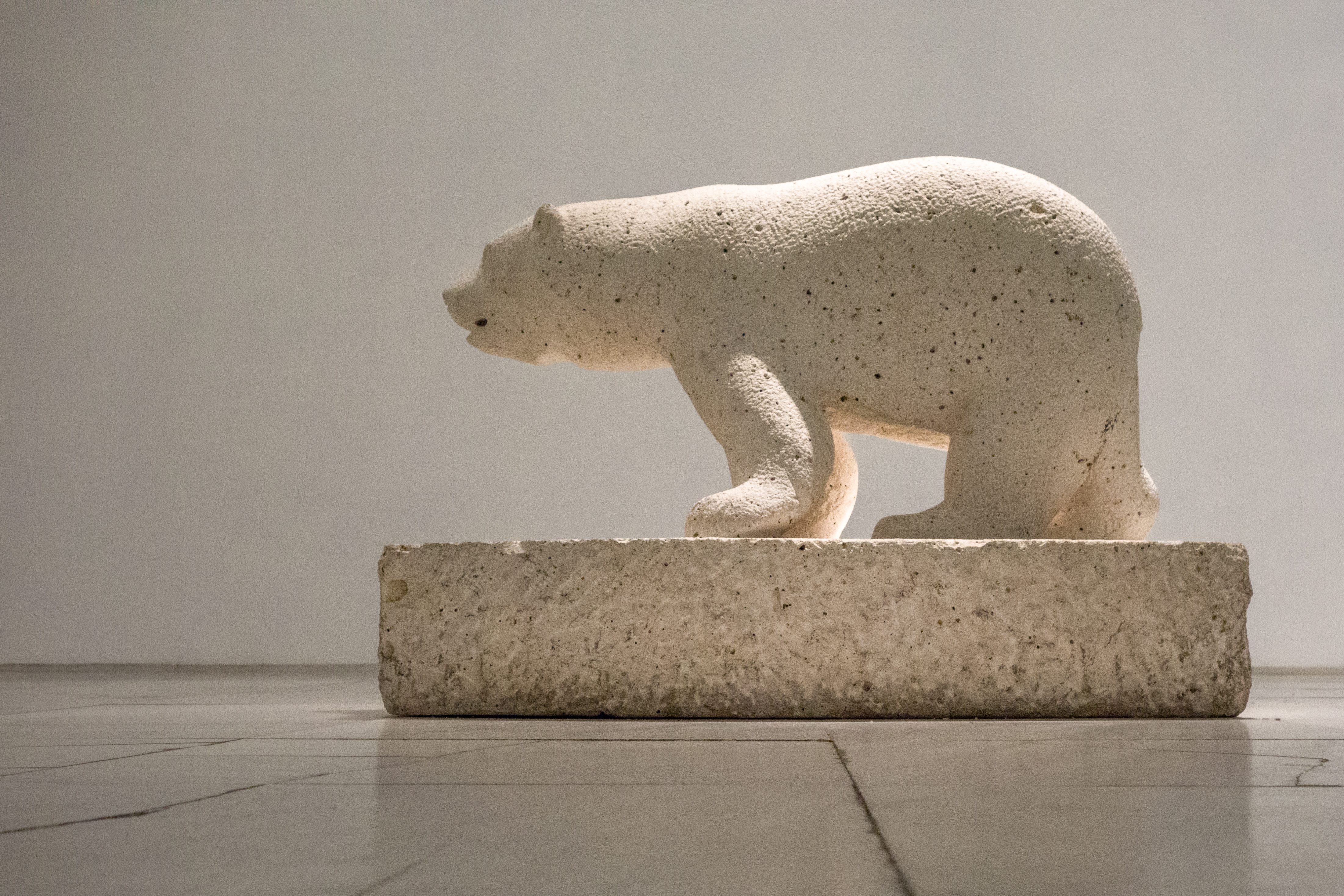
Oso Polar, piedra de Colmenar (1931), Museo Nacional Centro de Arte Reina Sofía.

En el periodo que va desde 1929 hasta 1930 comienza a aparecer un tema nuevo en sus esculturas: el deporte. Este tema se convierte en monográficoy de esta forma elabora: Los Boxeadores (1930), los Nadadores (1930), (bajorrelieve en paradero desconocido), el Lanzador de Martillo (1931). En el año 1933 se define claramente la actitud política de Pérez Mateo ya que participa en la denominada Primera Exposición de Arte Revolucionario, se inclina por la ideología del Partido Comunista y se adhiere junto con sus amigos Antonio Alix e Isaías Díaz Gómez. La muerte de Antonio Alix por la Guardia de Asalto durante el transcurso de una huelga provoca una fuerte crisis emocional en el artista. Para lograr la independencia económica de su padre da clases de dibujo en el Centro de Instrucción Comercial de Madrid. Es profesor interino de dibujo en el Instituto Elemental de segunda enseñanza de Villanueva y Geltrú. Se traslada a Barcelona, para trabajar en Manresa. Durante el año 1936 estalla la Guerra Civil y realiza unos murales para el Cine Capitol para el estreno de la película Tiempos modernos, de Charles Chaplin. Trabajó en los talleres del Alianza de Intelectuales Antifascistas donde realizó bocetos milicianos para la propaganda.

### De cartelista a soldado
Comprometido con la defensa de Madrid, Pérez Mateo, desoyendo el consejo de amigos y compañeros, ingresó en el Quinto Regimiento y tras una breve e intensiva formación militar, se incorporó al frente madrileño con el grado de alférez el 6 de noviembre, dentro del Batallón Comuna de París que defendía Carabanchel. En este sector se luchaba cuerpo a cuerpo, y se desconoce a ciencia cierta cómo murió, si ocurrió durante la batalla o si tras haber sido capturado fue fusilado y arrojado a una fosa común. Según informó su compañero y amigo Isaías Díaz, su cuerpo nunca fue encontrado. El parte republicano lo describe cayendo heroicamente ante la mole de un tanque de fabricación alemana.